# بیمارستان جناح (کابل)
بیمارستان جناح (به لاتین: Jinnah Hospital) یک بیمارستان ۲۰۰ تختخوابی در ولایت کابل، افغانستان است. این بیمارستان که یکی از بزرگ‌ترین بیمارستان‌ها در افغانستان است، توسط دولت پاکستان ساخته شده است.
بیمارستان جناح در ۲۰ آوریل ۲۰۱۹ طی مراسم افتتاحیه برای عموم افتتاح شد. این بیمارستان در حال تبدیل شدن به بیمارستان آموزشی بود.

## تاریخچه
ساخت بیمارستان جناح توسط پاکستان تأمین و به نام بنیانگذار و اولین فرماندار کل پاکستان، محمد علی جناح نامگذاری شده است. این بخشی از یک سری پروژه‌های توسعه پاکستان در افغانستان تحت نام برنامه کمک فنی پاکستان بود. این پروژه در ابتدا با هزینه ۱۸ میلیون دلار توسط کمیسیون برنامه‌ریزی پاکستان تصویب شد و قرارداد در مارس ۲۰۰۷ به امضا رسید. سنگ بنای بیمارستان در ۱۰ اکتبر ۲۰۰۷ گذاشته شد. خدمات طراحی و ساخت بیمارستان جناح توسط شرکت خدمات مهندسی ملی پاکستان و شرکت لجستیک ملی سل انجام شد. حدود ۲۵ جریب زمین برای مجتمع پزشکی توسط دولت افغانستان در ناحیه ۱۳ کابل در نظر گرفته شد.
محمد امین فاطمی، وزیر پیشین بهداشت و سلامتی افغانستان:
«بیمارستان جناح در دسترس بودن خدمات بهداشت و سلامتی را برای آسیب‌پذیرترین جمعیت افغانستان – مادران و کودکان – تسهیل خواهد کرد. همچنین به امکانات عمومی سلامتی که در دسترس مردم افغانستان است می‌افزاید.»
در ۲۰ آوریل ۲۰۱۹، این بیمارستان طی مراسمی به ریاست سرور دانش معاون رئیس‌جمهور افغانستان به عنوان مهمان اصلی با حضور فیروزالدین فیروز وزیر بهداشت و سلامتی افغانستان و علی محمد خان وزیر دولت پاکستان در امور پارلمانی برای خدمات رسانی افتتاح شد. فیروز از «هدیه سخاوتمندانه» قدردانی کرد و از «کمک‌های بی‌شمار پاکستان در بخش بهداشت و سلامتی» افغانستان تشکر کرد، در حالی که خان این بیمارستان را بخشی از چشم‌انداز دولت عمران خان برای تأمین رفاه برای مردم افغانستان توصیف کرد. او ابراز امیدواری کرد که این پروژه «کمک قابل توجهی» به خدمات بهداشتی کشور داشته باشد. پاکستان به همین مناسبت این تسهیلات را رسماً به دولت افغانستان تحویل داد.
هزینه کل این پروژه در زمان تکمیل ۲۴ میلیون دلار بود و بیش از ۱۲ سال ساختن آن بطول انجامید. بدتر شدن وضعیت امنیتی در افغانستان و نیز ناکارآمدی‌های نهادی و بوروکراتیک به عنوان دلایل تأخیر در تکمیل ذکر شده است. در زمان افتتاح، پاکستان همچنین در حال ساخت مرکز کلیه نیشتر در جلال‌آباد و بیمارستان ۱۰۰ تختخوابی نایب امین‌الله خان در ولایت لوگر با هزینه ۱۹ میلیون دلار بود که هر دو در حال تکمیل بودند.

## امکانات پزشکی
این بیمارستان شامل یک ساختمان دو طبقه است که در مساحت ۱۶۷۰۰ متر مربع گسترده یافته است. این ساختمان ده برج دارد. این شامل یک بخش مصدومین، بانک خون، بخش سرپایی، مرکز دیالیز، بخش اداری، بخش مراقبت‌های ویژه، مرکز مراقبتٔ‌های ثابت، مرکز تالاسمی، بخش‌های زنان، پزشکی و جراحی، و همچنین اطفال، اورژانس و خدمات غذایی است. این بیمارستان همچنین شامل یک داروخانه، بخش خشکشویی و استریل کردن است. بخش‌ها از طریق راهروهای سرپوشیده، پله‌ها و آسانسورها قابل دسترسی هستند و به یکدیگر متصل می‌شوند. زیرساخت‌های این بیمارستان شامل مخازن آب سربار، دو حلقه چاه لوله، پنج ژنراتور دیزلی ۱۰۰۰ کیلوولت آمپر، تلمبه‌خانه و سپتیک تانک، ترانسفورماتور برق و سیستم‌های اعلام حریق و تماس پرستار است.
به گفته سفارت پاکستان در کابل، هزینه اثاثیه و تجهیزات بیمارستان جناح - علاوه بر آموزش پزشکان، امدادگران و سایر کارکنان بیمارستان- تحت کمک هزینه‌ای که پاکستان ارائه می‌کند، پوشش داده می‌شود.